# Candacia ethiopica
Candacia ethiopica is een eenoogkreeftjessoort uit de familie van de Candaciidae. De wetenschappelijke naam van de soort is voor het eerst geldig gepubliceerd in 1849 door Dana.